# Fédération d'associations de conjoints survivants
La Fédération des associations de conjoints survivants et parents d'orphelins (FAVEC) est une fédération d'associations françaises, apolitique et non confessionnelle. Elle fut créée en 1949 et reconnue d'utilité publique en 1956. Elle regroupe actuellement 57 associations départementales.

## Mission
- La fédération a pour but d'accueillir, d'écouter et d'informer les veufs et veuves de tous âges, les parents qui ont charge de famille ainsi que les enfants devenus orphelins.
- Elle se donne surtout comme mission de défendre les droits sociaux des veufs et des orphelins. Elle est ainsi régulièrement reçu en commission auprès des membres de l'Assemblée nationale chargés des affaires sociales. Elle travaille pour que le veuvage soit reconnu comme un problème de société et de santé publique, par le nombre de foyers touchés (la France compte actuellement 4 millions de veufs et veuves), par les difficultés de réinsertion et surtout par la complexité de la législation.

## Histoire
- 13 mai 1949 : sont déposés les statuts créant l'Association nationale des veuves civiles, présidée par Simone Pascal-Melot. Il s'agissait alors de défendre les droits des veuves de guerre et civiles, de "créer un grand mouvement national [...] une association dont l'ambition était de grouper ces centaines de milliers de veuves dans un esprit de soutien mutuel et de réconfort [...]", extrait de Survivre no 1, daté de 1956, le premier Journal national de l'association.
- 1956 : l'ANVC est reconnue d'utilité publique car elle intervient régulièrement auprès des pouvoirs publics. Elle participe de plein droit aux réformes sociales en œuvre dans le pays.
- 1975 : Survivre, premier forme du journal devient Solidaires, afin de bien marqué la mission première de la FAVEC, un esprit mutualiste.
- 1976 : naissance de la Fédération des Associations de Veuves Civiles Chefs de Famille qui regroupe les associations départementales. Chaque association départementale est membre de la FAVEC c'est-à-dire qu'elle reste autonome dans son fonctionnement mais suit une politique commune.
- 1980 : La FAVEC recense 80 000 adhérents.
- 1997 : La FAVEC devient la Fédération des Associations de conjoints survivants car elle revendique son action auprès de tous les cas de veuvage, précoce comme plus âgé, féminin comme masculin, avec ou sans enfants orphelins.
- 2003 : Elle choisit comme slogan « Face au veuvage Ensemble Continuons ».
- 2007 - à ce jour : Christiane Poirier est présidente nationale de la FAVEC, succédant à huit présidences depuis Simone Pascal-Mélot.
- 2011 : Elle dirige l'enquête « La parole aux orphelins » avec l'UNAF et le soutien de l'OCIRP, afin de faire reconnaître la situation des orphelins de France, largement ignorée des pouvoirs publics[1].

## Articles de presse
- Article paru dans la Dépêche
- Article paru dans L'Union
- Article paru dans La Croix